# Mirijam Glaser-Ta’asa

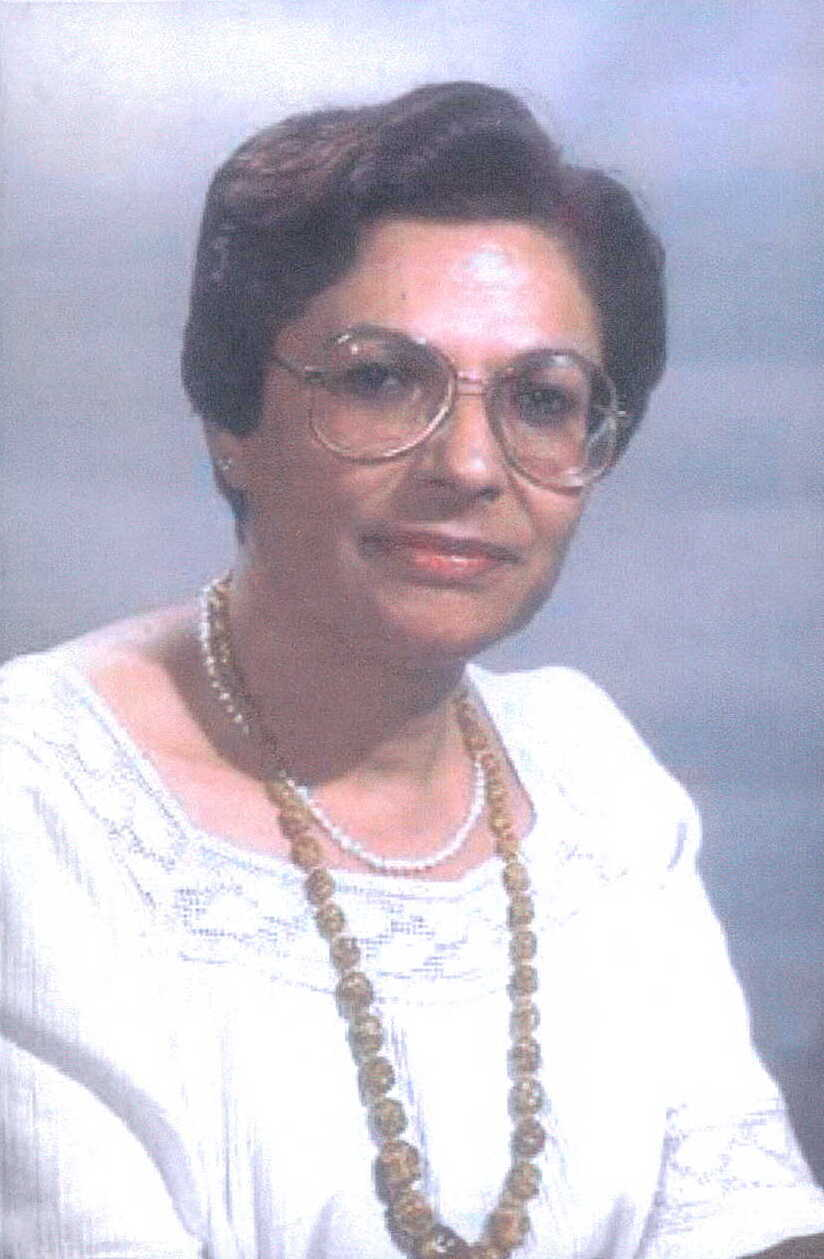
Mirijam Glaser-Ta'asa

Mirijam Glaser-Ta’asa (hebräisch מרים גלזר-תעסה, * 11. August 1929 im Königreich Jemen) ist eine israelische Politikerin.

## Leben
1934 erfolgte die Alija der Familie, die zusammen mit Mirijam in das Völkerbundsmandat für Palästina einwanderte. Glaser-Ta’asa wuchs in Newe Zedek (hebräisch נְוֵה צֶדֶק, lit. In Erwartung der Gerechtigkeit) bei Tel Aviv auf und besuchte das Talpiot-Gymnasium. Seit 1945 war Glaser-Ta’asa Mitglied der Irgun Tzwa’i Le’umi und nach der Israelischen Unabhängigkeitserklärung 1948 wurde sie Offizier sowie diente in der Zahal.
Anschließend studierte Glaser-Ta’asa an der hebräischen Universität Jerusalem, den sie mit einem Bachelor abschloss. Anschließend absolvierte sie ein Studium am Jewish Theological Seminary, das sie mit einem Masterabschluss beendete. Von 1951 bis 1980 arbeitete sie als Schulleiterin an der nach Johanna Jabotinsky (hebräisch יוענה ז'בוטינסקי) benannten Höheren Schule in Be’er Ja’akob (hebräisch בְּאֵר יַעֲקֹב, lit. Jacobs Brunnen) zwischen Nes Ziona und Rischon LeZion.
Von 1978 bis 1980 war sie Lektorin am Levinsky Teachers’ Seminary.
Glaser-Ta’asa war von 1981 bis 1988 Knessetabgeordnete des Likud und stellvertretende Bildungsministerin vom 11. August 1981 bis 13. September 1984. Bei den Wahlen 1984 wurde sie wiedergewählt, jedoch nicht wieder Vizeministerin, obwohl sie zum Vorsitzenden des Einwanderungs- und Aufnahmekomitees ernannt worden war. Sie verlor ihren Sitz bei den Wahlen zum Knesset 1984.